# Ekhagen och Källbacka
Ekhagen och Källbacka var en av SCB avgränsad och namnsatt småort i Skövde kommun i Västergötland. Småorten omfattade bebyggelse nordost om Lerdala i Lerdala socken. Bebyggelsen var även klassad som småort 1995, då med namnet Björnasäter + Yttersöra. Området räknas sedan 2015 till tätorten Lerdala.